# Kis lile
A kis lile (Charadrius dubius) madarak osztályának lilealakúak (Charadriiformes) rendjébe, ezen belül a lilefélék (Charadriidae) családjába  tartozó faj.

## Rendszerezése
A fajt Carl von Linné svéd természettudós írta le 1758-ban. Egyes szervezetek a Thinornis nembe sorolják Thinornis dubius néven.

## Előfordulása
Európában és Ázsia nyugati felén fészkel, ősszel Afrikába vonul. Természetes élőhelyei a tengerpartok, mocsarak, tavak, folyók és patakok környéke, de mangroveerdőkben és füves pusztákon is előfordul.

### Kárpát-medencei előfordulása
Magyarországon rendszeresen fészkelő, de nem nagy számban. Márciustól októberig tartózkodik itt.

## Alfajai
- Charadrius dubius curonicus Gmelin, 1789
- Charadrius dubius dubius Scopoli, 1786
- Charadrius dubius jerdoni (Legge, 1880)

## Megjelenése
Testhossza 14–15 centiméter, szárnyfesztávolsága 42–48 centiméteres, testtömege 32–48 gramm. A nemek egyformák. Csőre fekete, szemgyűrűje van, lábai sárgásszürkék. Háta világosbarna, hasa fehér.
|  |  |

## Életmód
A talajon vagy sekély vízben keresgéli rovarokból, férgekből és rákokból álló táplálékát. Hosszútávú vonuló.

## Szaporodása
Ha teheti előző évi fészkét foglalja el, mely a vízközelben a talajra készült. Fészekalja 3-4 tojásból áll, melyen mindkét szülő felváltva 24-25 napig kotlik. A fészkét védi, vagy elcsalja a támadót.
|  |  |

## Természetvédelmi helyzete
Az elterjedési területe rendkívül nagy, egyedszáma pedig stabil. A Természetvédelmi Világszövetség Vörös listáján nem fenyegetett fajként szerepel. Magyarországon védett, természetvédelmi értéke 50 000 forint. Fészkelő-állománya 800-1500 pár közötti (2005-2007).